# Санта-Клара (остров, Доностия-Сан-Себастьян)
Санта-Клара (баск. Santa Klara uhartea, исп. Isla de Santa Clara) — маленький остров, расположенный у города Доностия-Сан-Себастьян провинции Гипускоа (Страна Басков) в центре залива Доности. Он находится между двумя важнейшими возвышенностями города: Ургуллом и Игуэльдо.

## География
Остров составляет около 400 метров в диаметре и возвышается на высоту до 48 метров с крутыми склонами. Из-за своего рельефа он чрезвычайно труден для пеших передвижений.
У острова есть небольшой пляж, появляющийся лишь при отливах. Кроме того на Санта-Кларе есть маленький бар и порт. Несмотря на размер острова на нём располагается спасательная служба из-за того, что он становится активно посещаемым летом. Порт Санта-Клары связан с городом паромом, курсирующим каждые 30 минут летом.
На острове находится необитаемый маяк.

## Животный и растительный мир острова
На острове можно встретить ряд экзотических представителей флоры и фауны, среди растений распространены:
- Tamarix gallica (французский гребенщик)
- Chamaecyparis lawsoniana (кипарисовик Лавсона)
- Arundo donax (гигантский тростник)
- Populus nigra (чёрный тополь)
- Ficus carica (инжир)
- Robinia pseudoacacia (ложноакациевая робиния)
- Ligustrum ovalifolium (бирючина с овальными листьями)
- Euonymus japonicus (японский шпиндель)
- Geranium robertianum (герань Роберта)
- Pteridium aquilinum (обыкновенный орляк)
- Trifolium reptans (клевер)
- Crithmum maritimum (критмум)

Животный мир представлен испанскими ящерицами, хохлатыми бакланами и тонкоклювыми кайрами.

## История
В конце XVI века жителей Доностии (Сан-Себастьяна), заражённых чумой, отправляли на остров, чтобы приостановить распространение инфекции. Остров Санта-Клара. находящийся в государственном ведении, был передан под управление города Сан-Себастьяна декретом от 31 октября 1968 года.

## Климат
Поскольку Санта-Клара находится низко над уровнем моря, выпадает относительно мало осадков. Количество осадков также зависит от Эль-Ниньо. Климат субтропический, сильно подверженный колебаниям общего северного течения холодного субантарктического океанского течения Гумбольдта и юго-восточного пассата, которые создают высокий зимний и низкий летний режим осадков и стабильная температура окружающей среды. Температура колеблется в течение года от 3 °C до 34 °C, со среднегодовым значением 15,4 °C.